# 121
Năm 121 là một năm trong lịch Julius. 